# جيمي بريسلن
جيمي بريسلن (بالإنجليزية: Jimmy Breslin)‏ هو صحفي أمريكي، ولد في 17 أكتوبر 1928 في جامايكا ‏ في الولايات المتحدة، وتوفي في 19 مارس 2017 في مانهاتن في الولايات المتحدة بسبب ذات الرئة.

## وصلات خارجية
- جيمي بريسلن على موقع IMDb (الإنجليزية)
- جيمي بريسلن على موقع الموسوعة البريطانية (الإنجليزية)
- جيمي بريسلن على موقع إن إن دي بي (الإنجليزية)
- جيمي بريسلن على موقع قاعدة بيانات الفيلم (الإنجليزية)